# Passer luteus
El gorrión dorado (Passer luteus) es una especie de ave paseriforme de la familia Passerida propia del Sahel. Es un ave de jaula popular. En el pasado el gorrión dorado fue considerado conespecífico del gorrión árabe.

## Descripción

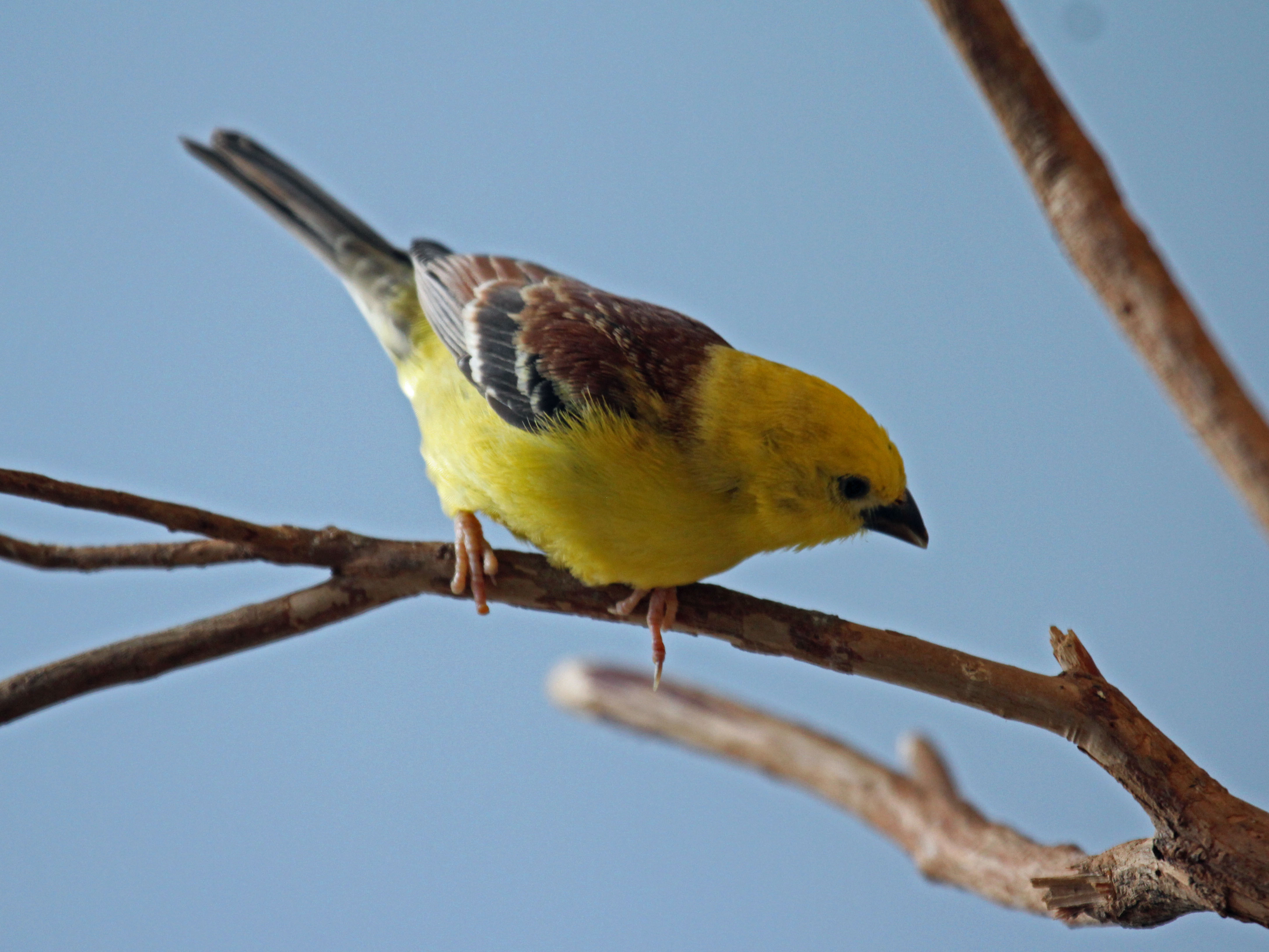
Macho.

El gorrión dorado es un pájaro pequeño, que mide entre 12–13 cm de largo, con una envergadura alar de 5,7–7 cm. Los machos presentan un característico plumaje amarillo en la cabeza, partes inferiores y flancos. Su espalda y alas son de color castaño y presentan dos listas blancas en cada ala. En la época de cría el plumaje de los machos es de tonos todavía más intenso, y su pico cambia de color del color hueso al negro brillante. Las hembras son de tonos anteados, con el rostro amarillento y las alas pardas, y presentan la espalda con moteado castaño difuso, y con el vientre de tonos amarillentos o blanquecinos. Los juveniles son similares a las hembras, pero de tonos más grisáceos. Los machos jóvenes empiezan a tener plumaje amarillento en la zona de los hombros alrededor de las 10 semanas de nacer. Su llamada básica es un chirp o tchirrup, similar al de otros gorriones. Además presenta otras llamadas como un rápido y melodioso che-che-che.

## Taxonomía

De izquierda a derecha el gorrión árabe, el gorrión dorado, y el gorrión castaño.

Esta especie fue descrita en 1823 por Martin Lichtenstein, como Fringilla lutea, a partir de un espécimen recolectado en Dongola, Sudán. Posteriormente se clasificó en el género Passer. El nombre de la especie luteus significa amarillo anaranjado en latín.
Es muy similar al gorrión árabe, y se consideraron conespecíficos. Y ambos son similares al gorrión castaño. El macho del gorrión árabe es casi totalmente de color amarillo dorado, el macho del gorrión castaño es principalmente de color castaño, y el macho del gorrión dorado es intermedio. Las tres especies tienen un comportamiento similar, adaptado a las condiciones impredecibles de sus hábitats áridos. En particular, los tres y el gorrión del mar Muerto comparten una exhibición de cortejo en la que los machos agitan sus alas por encima de su cuerpo.
Se consideraba a las tres especies bastante primitivas dentro del género Passer, y bastante alejados del gorrión común y sus parientes del Paleártico de garganta negra, por lo que en el pasado se les separó en el género Auripasser, y considerado por otros un subgénero o una superespecie. La exhibición de cortejo similar del gorrión del mar Muerto podría haber evolucionado de forma separada debido a sus hábitats similares, en un ejemplo de evolución convergente. Sin embargo los estudios del ADN mitocondrial indican que estas especies están cercanamente emparentadas con los gorriones paleárticos de garganta negra.

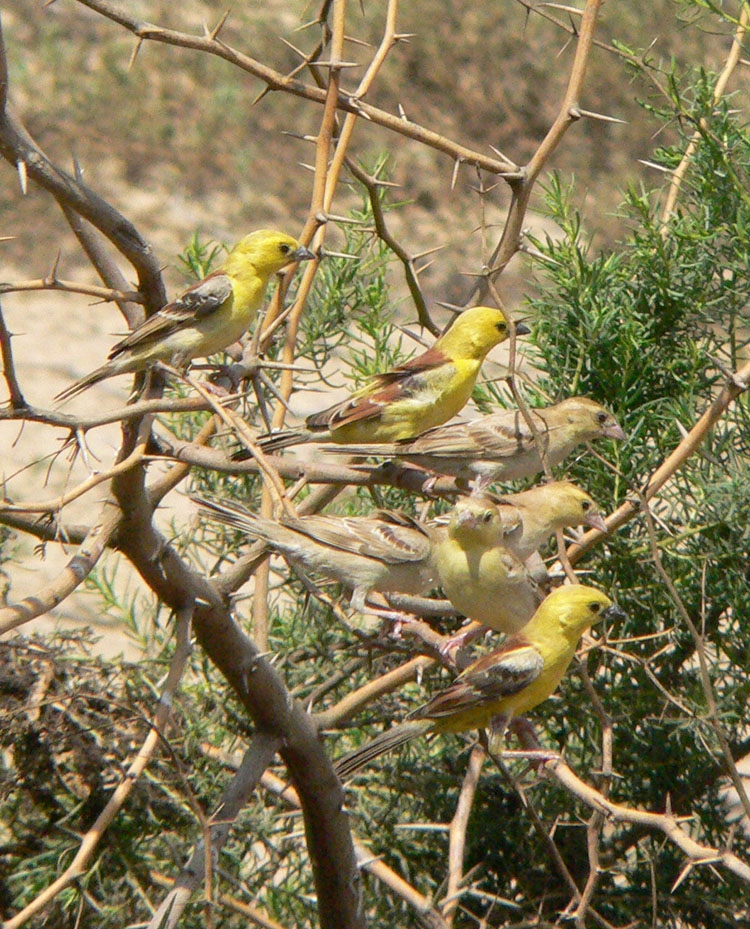
Bandada con machos y hembras cerca del mar Rojo en Sudán.

## Distribución y hábitat

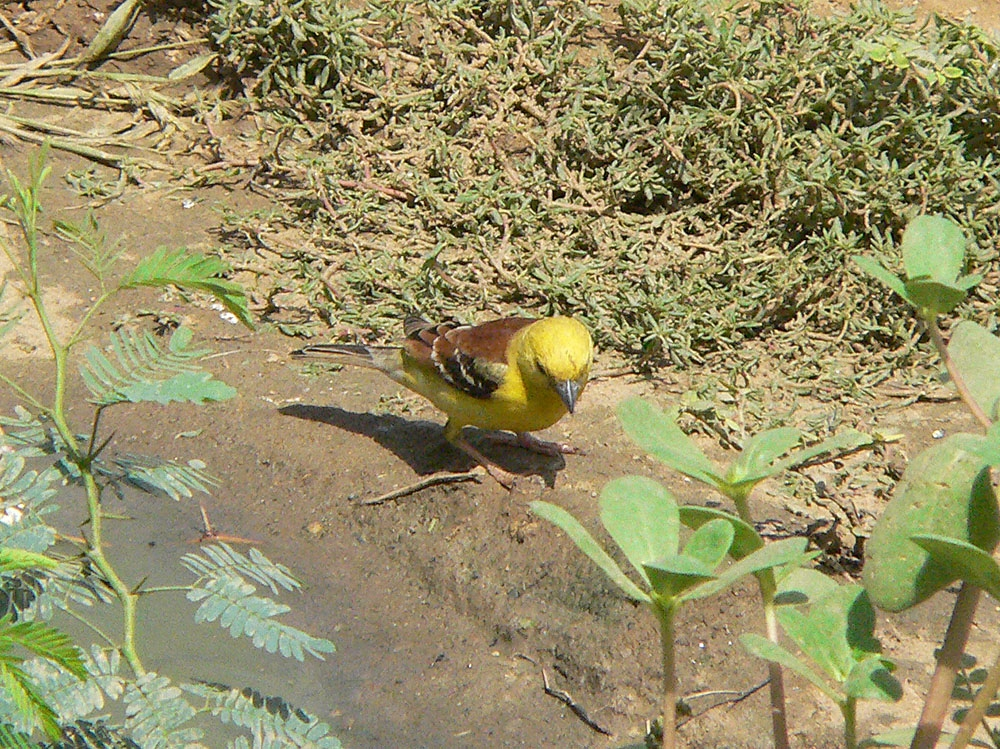
Un macho en Sudán.

Cría en el Sahel, desde Senegal hasta Sudán y Etiopía. Pueden divagar por regiones aledañas. En abril de 2009 una pequeña bandada de siete individuos se avistó en el noroeste de Aousserd, Marruecos. Se avistaron dos gorriones en 2013 y unos pocos más en 2014. Es un pájaro que habita en sabanas secas abiertas, semidesieros, zonas de matorral árido y cultivos de cereal.

## Comportamiento y ecología
El gorrión dorado es un pájaro gregario y nómada que forma bandadas mixtas con otras especies de pájaros comedores de semillas, como los queleas y otros gorriones. Duerme en grupo en bandadas de cientos y miles de individuos, como puede verse en ciudades como Jartum.
Se alimenta de semillas y también consume algunos insectos, especialmente para alimentar a sus crías. Prefiere las semillas de hierbas, incluyendo las de los cereales pequeños como el mijo. En cautividad suelen ser alimentados con una mezcla de mijo y otras semillas, con complementos de pequeñas orugas.
Cría en grandes colonias, que pueden llegar hasta los sesenta y cinco mil nidos, en las ramas de los árboles. Su nido es muy grande, cubiertos y desordenados, hechos con ramitas y con el interior forrado de plumas. Suelen realizar una o dos puestas por año, compuestas de tres o cuatro huevo cada una. Los huevos son blancos con motas oscuras.